# Nobleton
Nobleton és una concentració de població designada pel cens dels Estats Units a l'estat de Florida. Segons el cens del 2000 tenia 160 habitants.

## Demografia
Segons el cens del 2000, Nobleton tenia 160 habitants, 77 habitatges, i 46 famílies. La densitat de població era de 308,9 habitants/km².
Dels 77 habitatges en un 20,8% hi vivien nens de menys de 18 anys, en un 45,5% hi vivien parelles casades, en un 10,4% dones solteres, i en un 39% no eren unitats familiars. En el 32,5% dels habitatges hi vivien persones soles el 28,6% de les quals corresponia a persones de 65 anys o més que vivien soles. El nombre mitjà de persones vivint en cada habitatge era de 2,08 i el nombre mitjà de persones que vivien en cada família era de 2,55.
Per edats la població es repartia de la següent manera: un 19,4% tenia menys de 18 anys, un 2,5% entre 18 i 24, un 26,9% entre 25 i 44, un 21,3% de 45 a 60 i un 30% 65 anys o més.
L'edat mediana era de 46 anys. Per cada 100 dones de 18 o més anys hi havia 89,7 homes.
La renda mediana per habitatge era de 25.417 $ i la renda mediana per família de 25.139 $. Els homes tenien una renda mediana de 52.656 $ mentre que les dones 31.250 $. La renda per capita de la població era de 9.782 $. Entorn del 48,5% de les famílies i el 50,8% de la població estaven per davall del llindar de pobresa.

## Poblacions més properes
El següent diagrama mostra les poblacions més properes.